# Kaxe
Álex Aizpuru Aizbitarte, meglio noto come Kaxe (Azpeitia, 21 gennaio 1994), è un calciatore spagnolo, attaccante dell'Amorebieta.

## Carriera
Ha giocato nella seconda divisione spagnola.

## Statistiche

### Presenze e reti nei club
Statistiche aggiornate al 30 novembre 2020.
| Stagione            | Squadra             | Campionato          | Campionato | Campionato | Coppe nazionali | Coppe nazionali | Coppe nazionali | Coppe continentali | Coppe continentali | Coppe continentali | Altre coppe | Altre coppe | Altre coppe | Totale | Totale |
| Stagione            | Squadra             | Comp                | Pres       | Reti       | Comp            | Pres            | Reti            | Comp               | Pres               | Reti               | Comp        | Pres        | Reti        | Pres   | Reti   |
| ------------------- | ------------------- | ------------------- | ---------- | ---------- | --------------- | --------------- | --------------- | ------------------ | ------------------ | ------------------ | ----------- | ----------- | ----------- | ------ | ------ |
| gen.-giu. 2018      | Rápido de Bouzas    | SDB                 | 17         | 6          | CR              | -               | -               |                    | -                  | -                  |             | -           | -           | 17     | 6      |
| gen.-giu. 2019      | Ponferradina        | SDB                 | 18+6       | 3+2        |                 | -               | -               |                    | -                  | -                  |             | -           | -           | 24     | 5      |
| 2019-2020           | Ponferradina        | SD                  | 37         | 5          | CR              | 2               | 1               |                    | -                  | -                  |             | -           | -           | 39     | 6      |
| 2020-2021           | Ponferradina        | SD                  | 13         | 2          | CR              | 0               | 0               |                    | -                  | -                  |             | -           | -           | 13     | 2      |
| Totale Ponferradina | Totale Ponferradina | Totale Ponferradina | 74         | 12         |                 | 2               | 1               |                    | -                  | -                  |             | -           | -           | 76     | 13     |
| Totale carriera     | Totale carriera     | Totale carriera     | 91         | 18         |                 | 2               | 1               |                    | -                  | -                  |             | -           | -           | 93     | 19     |